# بوتو شتراوس
بوتو شتراوس (بالألمانية: Botho Strauß). هو روائي وكاتب مسرحي ألماني. ولد عام 1944 في ناومبورغ. درس شتراوس الأدب الألماني وتاريخ المسرح والعلوم الاجتماعية. كما عمل محرراً لمجلة «المسرح اليوم» ثم عمل في المسرح في برلين. ويعد شتراوس واحداً من أهم المؤلفين المسرحيين الذين ألفوا مسرحيات أثارت جدلاً واسعاً. كما عُرف عنه أنه واحد من أهم الكتاب الذين يكتبون القصة والمقالات النقدية. وفي عام 1989 حصل على جائزة بوشنر في الأدب.

## أعماله
- وجوه معروفة. مشاعر مختلطة «Bekannte Gesichter, gemischte» (مسرحية كوميدية 1974).
- ثلاثية اللقاء الثاني «Trilogie des Wiedersehens» (مسرحية 1976).
- الإهداء «Die Widmung» (قصة 1977).
- المنتزة «Der Park» (مسرحية 1983).
- الشاب «Der Junge Mann» (رواية 1984).
- هذه الذكريات عن شخص كان ضيفاً ليوم واحد فقط «Diese Erinnerung an einer, der nur einer Tag zu Gast War» (قصيدة 1985).
- لا شخص آخر «Niemand anderes» (مجموعة نثرية 1987).
- كورال النهاية. ثلاثة فصول (1991) «Schiuβchor. Drei Akte».
- غناء الكباش المتضخم «Anschwellender Bocksgesang» (مقلات).

## روابط خارجية
- بوتو شتراوس على موقع IMDb (الإنجليزية)
- بوتو شتراوس على موقع مونزينجر (الألمانية)
- بوتو شتراوس على موقع ألو سيني (الفرنسية)
- بوتو شتراوس على موقع أول موفي (الإنجليزية)
- بوتو شتراوس على موقع ديسكوغز (الإنجليزية)
- بوتو شتراوس على موقع قاعدة بيانات الفيلم (الإنجليزية)
- بوتو شتراوس على موقع كينوبويسك (الروسية)